# N1 (Ghana)
Die N1 ist eine Fernstraße in Ghana, die in Elubo an der Grenze zur Elfenbeinküste beginnt und in Aflao an der Grenze nach Togo endet. Sie ist 540 Kilometer lang.
Die N1 bildet den ghanaischen Abschnitt des Dakar-Lagos-Highways. Sie ist die Verlängerung der A100 in der Elfenbeinküste und der N2 in Togo.
Die Straße führt durch die Regionen Western Region, Central Region, Greater Accra Region und Volta Region.
Die Fernstraße verbindet die Städte Elubo, Sekondi-Takoradi, Cape Coast, Yamoransa, Winneba, Kasoa, Accra, Tema, Dawhenya, Aveyime-Battor, Kase, Dabala, Akatsi, Denu, Sogakope und Aflao.

## Wichtige Kreuzungen
| Nummer | Ort                                    | Fernstraße |
| ------ | -------------------------------------- | ---------- |
| 1      | Elubo                                  | N12        |
| 2      | Yamoransa                              | N8         |
| 3      | Achimota                               | N6         |
| 4      | Tetteh Quarshie Interchange (Dzorwulu) | N4         |
| 5      | Tema Motorway Interchange (Ashaiman)   | N2         |